# Artur Weigandt
Artur Weigandt (* 1994 in Uspenka, Kasachstan) ist ein deutscher Journalist und Schriftsteller.

## Leben und Wirken
Weigandt wurde als Sohn eines russlanddeutschen Vaters, dessen Vater 1941 aus Schöntal im Wolgagebiet deportiert worden war, und einer Mutter mit ukrainischen und belarussischen Wurzeln in Kasachstan geboren. 1995 zog die Familie ins emsländische Freren, wo Weigandt aufwuchs. Sein Abitur absolvierte er am Gymnasium Georgianum in Lingen. Weigandt studierte an der Goethe-Universität in Frankfurt am Main Germanistik, Philosophie und Ästhetik. Weigandt verbrachte längere Zeit in Prag, Kiew und Tiflis. Er absolvierte eine Ausbildung an der Deutschen Journalistenschule in München. Das Medium Magazin wählte ihn 2021 zu den Top-30-bis-30-Journalisten.
Aufsehen erregte Weigandt im Januar 2021, als Bodo Ramelow, der Ministerpräsident von Thüringen, in der Clubhouse-Talkrunde Nachtgespräche – zwischen Trash und Feuilleton der Politikerin Lilly Blaudszun und Weigandt offenbarte, dass er während eines Lockdown-Gipfels mit seinem Handy Candy Crush gespielt habe. Medien sprachen von der „Candy-Crush-Affäre“.
Als Journalist veröffentlicht er Artikel in der Zeit, F.A.Z. und der Welt. Seine Texte beschäftigten sich mit Antislawismus, Rassismus, sowjetischer und postsowjetischer Geschichte und den Konflikten in Belarus, Russland und der Ukraine. Weigandt äußerte sich kritisch zur Friedensbewegung in Deutschland nach dem russischen Überfall auf die Ukraine 2022. In der Welt urteilte er 2022, dass die Unterzeichner des offenen Briefes gegen Waffenlieferungen beweisen, dass sie „keinerlei Ahnung von Osteuropa“ hätten. Ukraine, Lettland, Estland, Litauen und Polen brauchen keine Deutschen, „die einmal mehr den Erklärbär geben“.
Im März 2023 erschien sein Debütroman Die Verräter bei Hanser Berlin. Als Dolmetscher nahm er im Sommer 2023 an der deutschen Ausbildungsmission am Leopard 1 für Soldaten des ukrainischen Heeres teil. Seitdem sammelt er immer wieder Geld- und Sachspenden für die ukrainische Armee. 

## Schriften
- Die Verräter. Hanser Berlin, München 2023, ISBN 978-3-446-27590-4.